# Me, Myself & I (album)

Me, Myself & I este al șaptelea album semnat Fat Joe.A fost lansat pe 14 noiembrie 2006. Este primul album lansat prin Imperial Records.  
Primul single a fost, „Make It Rain”, care a avut un videoclip difuzat în exclusivitate pe postul de muzică BET, incepând de pe data de 27 septembrie 2006. Al doilea single a fost „No Drama (Clap & Revolve)”, produs de The Runners.
Me, Myself & I a debutat pe locul 14 on în SUA, în topul Billboard 200, 60,000 de copii fiind vândute în prima săptămână.A apărut și un remix al piesei „Make It Rain”, fiind o colaborare cu Lil Wayne, T.I., Rick Ross, R Kelly, Baby (rapper), Ace Mack, și DJ Khaled.
Până în decembrie 2007, acest album a vândut peste 250,000 de unități.

## Ordinea pieselor
| #  | Titlu                       | Prducător(i)      | Invitat   | Compozitor(i)                                           | Timp |
| -- | --------------------------- | ----------------- | --------- | ------------------------------------------------------- | ---- |
| 1  | „Pandemic”                  | Streetrunner      |           | Cartagena Warwar                                        | 3:25 |
| 2  | „Damn”                      | LV for The Hitmen |           | Cartagena Coppin Hanson                                 | 3:50 |
| 3  | „The Profit”                | DJ Khaled         | Lil Wayne | Cartagena Khaled Carter                                 | 5:07 |
| 4  | „No Drama (Clap & Revolve)” | The Runners       |           | Cartagena Harr Jackson                                  | 3:58 |
| 5  | „Breathe and Stop”          | Nu Jerzey Devil   | The Game  | Barrett Cartagena Taylor Torres Allen                   | 3:44 |
| 6  | „She's My Ma”               | Streetrunner      | H-Mob     | Cartagena Douglass Easterling Goldsmith Warwar Thompson | 4:23 |
| 7  | „Make It Rain”              | Scott Storch      | Lil Wayne | Cartagena Storch Carter                                 | 4:11 |
| 8  | „Jealousy”                  | LV for The Hitmen |           | Cartagena Coppin Hayes                                  | 4:55 |
| 9  | „Think About It”            | Scott Storch      |           | Cartagena Storch                                        | 3:31 |
| 10 | „Hard Not To Kill”          | LV for The Hitmen |           | Cartagena Coppin Gaye                                   | 2:55 |
| 11 | „Bendicion Mami”            | Streetrunner      |           | Brown Cartagena Glover Gordy Story Warwar               | 4:41 |
| 12 | „Story to Tell”             | DJ Khaled         |           | Cartagena Khaled                                        | 5:17 |

## Cântece nelansate pe acest album
- Make It Rain conținând versurile lui Lil' Wayne .
- We Takin' Over feat Rick Ross & Akon. (preluată de DJ Khaled pentru albumul său We The Best).
- Money, Money, Money (înca nelansată)